# 9조 모임
9조 모임(九条の会, きゅうじょうのかい)은 일본이 전쟁을 영구히 포기하고 전력을 보유하지 않는다고 결정한 일본 헌법 9조를 포함한 일본국 헌법(日本国憲法)의 개정을 저지하기 위한 목적으로써 일본의 호헌파(護憲派) 작가 9명에 의해 결성된 모임이다.

## 개요
제9조의 모임(第9条の会, Article 9 Society)은 걸프전을 계기로 1991년 과거 B-29기의 조종사였고 한국전쟁에도 참전했던 미국 오하이오 대학 명예교수 찰스 M. 오바비(Charles M. Overby)가 미국에서 창설하였다. 그는 1981년 히로시마 평화기념관(広島平和記念資料館)을 방문하여 원자폭탄 투하의 참상을 보고 충격을 받아 일본국 헌법 제9조의 이념에 감명을 받았다고 밝히고 있다. 그에게 촉발되어 일본에서도 주부 대학(中部大学)의 전임 부학장 가쓰모리 간(勝守寛) 등을 중심으로 일본 전국에 모임이 결성되었다. 1993년 설립된 「나고야」(なごや)가 최초의 지방조직으로 가쓰모리가 회장으로 취임하였다.
9조 모임에는 다양한 생각을 가진 사람들이 모였으며, 이들의 주장이 세부적인 측면에서까지 일치하는 것은 아니었다. 예를 들어 국제연합헌장(国際連合憲章) 제7장 51조에서 규정하고 있는 집단적 자위권에 대해서 비판하거나 언급하지 않기도 한다.

## 발기인(구성원) ・ 후원인 ・ 주요 지지자
- 발기인은 다음과 같습니다. ※표는 고인입니다.
  - 이노우에 히사시(井上ひさし, 작가) ※
  - 우메하라 다케시(梅原猛, 철학자) ※
  - 오에 겐자부로(大江健三郎, 작가) ※
  - 오쿠다이라 야스히로(奥平康弘, 헌법학자)※
  - 오다 마코토(小田実, 작가)※
  - 가토 슈이치(加藤周一, 평론가)※
  - 사와치 히사에(澤地久枝, 작가)
  - 츠루미 슌스케(鶴見俊輔, 철학자)※
  - 미키 무쓰코(三木睦子, 전임 일본 내각총리대신이었던 미키 다케오三木武夫의 아내)※
    - 도쿄 대학 교수인 고모리 요이치(小森陽一) 등이 운영에 관여하고 있습니다.

### 후원인 모임
- 후원인은 다음 12명입니다.
  - 아이쿄 고지(愛敬浩二, 나고야 대학 교수、헌법학)
  - 아사쿠라 무쓰코(浅倉むつ子, 와세다 대학 교수、노동법)
  - 이케우치 사토루(池内了, 종합연구대학원대학 명예교수、나고야 대학 명예교수、우주물리학)
  - 이케다 가요코(池田香代子, 독문학번역가)
  - 이토 치히로(伊藤千尋, 전임 아사히 신문 기자)
  - 이토 마코토(伊藤真, 변호사、일본변호사연합회日本弁護士連合会 헌법문제위원회憲法問題委員会 ・ 부위원장、일본 자격시험예비교資格試験予備校 이토주쿠伊藤塾 원장, 법학관法学館 헌법연구소 소장)
  - 우치하시 가쓰토(内橋克人, 경제평론가)
  - 시미즈 마사히코(清水雅彦, 일본교육대학 교수、헌법학)
  - 다카토오 나호코(高遠菜穂子, 활동가)
  - 다카라 데쓰오(高良鉄美, 류큐 대학 대학원 법학대학원 법무연구과 교수、헌법학)
  - 다나카 유코(田中優子, 호세이 대학 총장, 에도 문화 연구가)
  - 야마구치 도시히로(山内敏弘, 히토쓰바시 대학 명예교수, 법학박사, 헌법학)

### 구성 ・ 관련 단체
2004년 6월의 9조 모임이라는 이름에 대하여, 과학, 스포츠, 종교, 의료 등 각 분야 또는 지역에서 「XX 9조 모임」(XX九条の会)이나 「9조 모임 XX」(九条の会XX) 등, 9조 모임의 アピール을 지지하는 사람들의 모임이 결성되고 있다.
 이러한 단체의 수는 9조 모임 사무소에 의하면 2011년 시점으로 7,500개 정도에 이른다..
영화인 9조 모임(映画人九条の会)
2004년 11월 24일에는 「영화인 9조 모임」이 결성되었다. 발기인은 영화감독 하네다 스미코(羽田澄子), 후루하타 야스오(降旗康男), 야마다 요지(山田洋次), 영화 스크립터 호리키타 쇼코(堀北昌子), 각본가 오사나이 미에코(小山内美江子) 등이다. 영화감독 오오하야시 노부히코(大林宣彦) 등이 지지자에 이름을 올렸다.

## 참고 문헌
- 찰스 M. 오바비 (1997년 8월). 《지구헌법제9조(地球憲法第九条) 대역》. 구니히로 마사오(國弘正雄) 번역. 講談社インターナショナル. ISBN 4-7700-2062-7. 다음 글자 무시됨: ‘和書’ (도움말); 
  - 찰스 M. 오바비 (2001년 7월). 《지구헌법제9조 대역》. 國弘正雄訳 普及版판. 講談社インターナショナル. ISBN 4-7700-2880-6. 다음 글자 무시됨: ‘和書’ (도움말); 
  - 찰스 M. 오바비 (2005년 7월). 《지구헌법제9조 대역》. 國弘正雄訳 増補版판. たちばな出版. ISBN 4-8133-1885-1. 다음 글자 무시됨: ‘和書’ (도움말);
- 井上ひさし; 梅原猛・大江健三郎・奥平康弘・小田実・加藤周一・澤地久枝・鶴見俊輔・三木睦子 (2004년 11월). 《憲法九条、いまこそ旬》. 岩波ブックレット no.639. 岩波書店. ISBN 4-00-009339-8. 다음 글자 무시됨: ‘和書’ (도움말);  - 呼びかけ人9名の講演録。
- 《九条と「戦争する国」　自民党改憲案の検討　九条の会憲法学習会講演記録》. 九条の会. 2005년 2월. 다음 글자 무시됨: ‘和書’ (도움말);
- 渡辺治述 (2005년 9월). 《自民党・新憲法案を読む　改憲派のねらいと困難　「九条の会憲法学習会」講演記録》. 九条の会. 다음 글자 무시됨: ‘和書’ (도움말);  - 2005年7月9日の憲法学習会の講演録。
- 井上ひさし; 梅原猛・大江健三郎・奥平康弘・小田実・加藤周一・澤地久枝・鶴見俊輔・三木睦子 (2005년 11월). 《憲法九条、未来をひらく》. 岩波ブックレット no.664. 岩波書店. ISBN 4-00-009364-9. 다음 글자 무시됨: ‘和書’ (도움말);  - 同じく9名の講演録。
- 《改憲論が描く日本の未来像　自民党「新憲法草案」批判》. 九条の会. 2006년 2월. 다음 글자 무시됨: ‘和書’ (도움말);
- 小田実; 小森陽一 (2006년 7월).  九条の会・千葉地方議員ネット編, 편집. 《憲法九条を語る　日本国憲法九条は体をはって世界平和を護っている》. 五月書房. ISBN 4-7727-0447-7. 다음 글자 무시됨: ‘和書’ (도움말);
- 《アジアの平和を九条の心で》. 「九条の会」憲法セミナー. 九条の会. 2007년 2월. 다음 글자 무시됨: ‘和書’ (도움말);
- 《国際紛争の解決は9条の心で》. 「九条の会」憲法セミナー 2. 九条の会. 2007년 6월. 다음 글자 무시됨: ‘和書’ (도움말);
- 《いま語る九条の心》. 「九条の会」憲法セミナー 3. 九条の会. 2007년 8월. 다음 글자 무시됨: ‘和書’ (도움말);
- 《戦争をする国にさせない》. 「九条の会」憲法セミナー 4. 九条の会. 2007년 11월. 다음 글자 무시됨: ‘和書’ (도움말);
- 井上ひさし; 梅原猛・大江健三郎・奥平康弘・加藤周一・澤地久枝・鶴見俊輔・三木睦子・玄順恵 (2008년 7월). 《憲法九条、あしたを変える　小田実の志を受けついで》. 岩波ブックレット no.731. 岩波書店. ISBN 978-4-00-009431-3. 다음 글자 무시됨: ‘和書’ (도움말);
- 《九条で平和をつくる　メディア報道と憲法問題》. 「九条の会」憲法セミナー 5. 九条の会. 2008년 9월. 다음 글자 무시됨: ‘和書’ (도움말);
- 《人間らしく生きる　憲法第9条と25条》. 「九条の会」憲法セミナー 6. 九条の会. 2008년 10월. 다음 글자 무시됨: ‘和書’ (도움말);